# Термотехника (часопис)
Термотехника је научни и стручни часопис који излази од 1975. године и објављује радове из области термотехнике, термоенергетике, хемијског инжењерства и сродних области термичке струке.

## О часопису
Часопис прихвата радове који обрађују проблематику енергетских сировина, извора енергије, конверзије и конзервације енергије.
Часопис у посебним рубрикама објављује приказе књига, стручних скупова, магистарских и докторских дисертација, као и друге прилоге информативног карактера.

### Историјат
На првом скупу термичара Југославије пре више од четрдесет година донете су две битне одлуке - да се оснује Друштво термичара Југославије и да се покрене гласило термичара часопис Термотехника. Основано Југословенско друштво термичара годинама је успешно окупљало термичаре на својим симпозијумима широм Југославије. Данас Друштво термичара, у измењеном окружењу, окупља термичаре Србије. Велику заслугу у активности Друштва има часопис Термотехника, инициран 1974. године, чији је први главни и одговорни уредник био професор Милан Весовић са Машинског факултета у Београду, а наследио га је др Љубомир Јовановић, научни саветник, из Лабораторије за термотехнику и енергетику Института за нуклеарне науке Винча до своје преране смрти. Часопис је замишљен као гласило Друштва са објављивањем радова са симпозијума термичара, али је убрзо почео да објављује научне и стручне радове из области преноса топлоте и масе из свих република СФРЈ. Највише радова је објављивано из Србије и Словеније. Од 1994. године један број Термотехнике штампан је на енглеском језику, који од 1997. године излази као посебан часопис Thermal Science, постављен према свим критеријумима међународних часописа, са међународном редакцијом и међународном рецензијом радова. Постоји интерес за објављивањем радова из суседних земаља истог или сличног језичког подручја. То нас упућује да истрајемо у даљем излажењу. Чланови Друштва и редакције се замењују колегама који ће дати нов импулс како у одржању квалитета тако и у квантитету. Главна покретачка снага и жеља да се настави излажење часописа су радови. Без њих би се часопис одавно угасио. а Лабораторија за термотехнику и енергетику Института "Винча" је била повремено једини финансијер издавања овог часописа.

### Периодичност излажења
Часопис излази два пута годишње (полугодишње).

## Уредници
- професор Милан Весовић
- др Љубомир Јовановић
- др Предраг Стефановић
- др Дејан Цветиновић

## Аутори прилога
За часопис пишу стручњаци из земље, региона и иностранства.

## Теме
- термотехнике,
- термоенергетике,
- хемијског инжењерства,
- сродних области термичке струке.

## Електронски облик часописа
Часопис нуди могућност прегледа и скидања часописа у отвореном приступу (Open Access). Електронска верзија часописа је доступна од 2001. године до данас.